# Беспристрастная игра
В комбинаторной теории игр термин беспристрастная игра (англ. impartial game) используется для обозначения математических игр, в которых набор возможных ходов зависит только от текущей позиции, а не от того, кто из игроков сейчас ходит. Выигрыши и проигрыши игроков в беспристрастных играх также должны определяться симметрично.
Как синоним употребляются также термины нейтральная игра или равноправная игра.
Беспристрастные игры могут быть проанализированы при помощи Теоремы Шпрага-Гранди.
К беспристрастным играм относятся Ним, игра Гранди, Баше. А вот шахматы, шашки, го или крестики-нолики не являются беспристрастными, так как каждый игрок использует фигуры своего цвета (формы), поэтому в каждой позиции каждый игрок имеет свой набор возможных ходов.
Математические игры, которые не являются беспристрастными, называются пристрастными играми (англ. partisan games или partizan games).